# (9535) Plitchenko
(9535) Plitchenko (1981 UO11) – planetoida z pasa głównego asteroid okrążająca Słońce w ciągu 3,4 lat w średniej odległości 2,26 j.a. Odkryta 22 października 1981 roku.